# اكيسل (اباينو)
اكيسل هي إحدى مشيخات المملكة المغربية، تتبع جغرافيا لإقليم كلميم وإداريًا لاباينو. يقدر عدد سكانها بـ 1558 نسمة حسب الإحصاء الرسمي للسكان والسكنى لسنة 2004.